# Округ Џаспер (Ајова)
Округ Џаспер (енгл. Jasper County) је округ у америчкој савезној држави Ајова.

## Демографија
По попису из 2010. године број становника је 36.842, што је 371 (-1,0%) становника мање 2000. године.
| Група             | 2000.          | 2010.          |
| Белци             | 36.072 (96,9%) | 35.284 (95,8%) |
| Афроамериканци    | 309 (0,8%)     | 470 (1,3%)     |
| Азијати           | 162 (0,4%)     | 163 (0,4%)     |
| Хиспаноамериканци | 375 (1,0%)     | 537 (1,5%)     |
| Укупно            | 37.213         | 36.842         |